# Šimon Boruhradský
Šimon Wolfgang Boruhradský (španělsky Simon de Castro, 26. října 1650 Polná – 6. dubna 1697 Tichý oceán) byl český jezuitský řeholník, ekonom, architekt a stavitel, který dlouhodobě působil v Ciudad de México, hlavním městě Nového Španělska (pozdější Mexiko), na dvoře zdejšího místokrále Gaspara de la Cerda y Mendozy. Podílel se zde na celé řadě architektonických a stavitelských projektů ve městě i v jiných částech země. Zemřel na následky morové nákazy na lodi plující k Marianským ostrovům, kam cestoval za výkonem misionářské činnosti.

## Životopis

### Mládí a studium
Narodil se jako první z osmi dětí do rodiny obecního písaře a městského radního Václava Ludvíka Boruhradského a jeho druhé manželky (Marie) Magdaleny, dcery rolníků, v Polné na pomezí Čech a Moravy. Z prvního manželství jeho otce vzešli dva sourozenci. Pokřtěn byl jako Šimon Volfgang. Vystudoval klasické humanitní vědy a logiku na gymnáziu v Jihlavě a roku 1670 vstoupil v Brně do Tovaryšstva Ježíšova. V dalších letech pak působil v jezuitských kolejích v Praze, Litoměřicích a Klatovech. Podle tvrzení jeho samotného ovládal kromě mateřské češtiny také latinu, němčinu; znal základy hudby a výtvarného umění, rovněž byl znalý ekonomie, ve svém dalším studiu se naučil též architektonickým a inženýrským dovednostem. Tyto získané dovednosti ho přivedly ke snahám o jejich uplatnění v zámořské misijní práci.

### V Novém Španělsku
Spolu s dalšími českými jezuity, např. byli Augustin Strobach a Pavel Klein, se proto v létě 1678 nalodil v Janově na loď do španělského Cádizu, odkud chtěli odcestovat do Nového Španělska. Loď, která je však měla odvézt na americký kontinent, vyplula s předstihem, a tak musel Boruhradský v Cádizu zůstat téměř jeden rok a čekat na vyplutí nové plachetnice. V té době se zdokonalil ve španělštině a tak začal užívat nové španělské příjmení, a nadále je uváděn jako Simon de Castro.

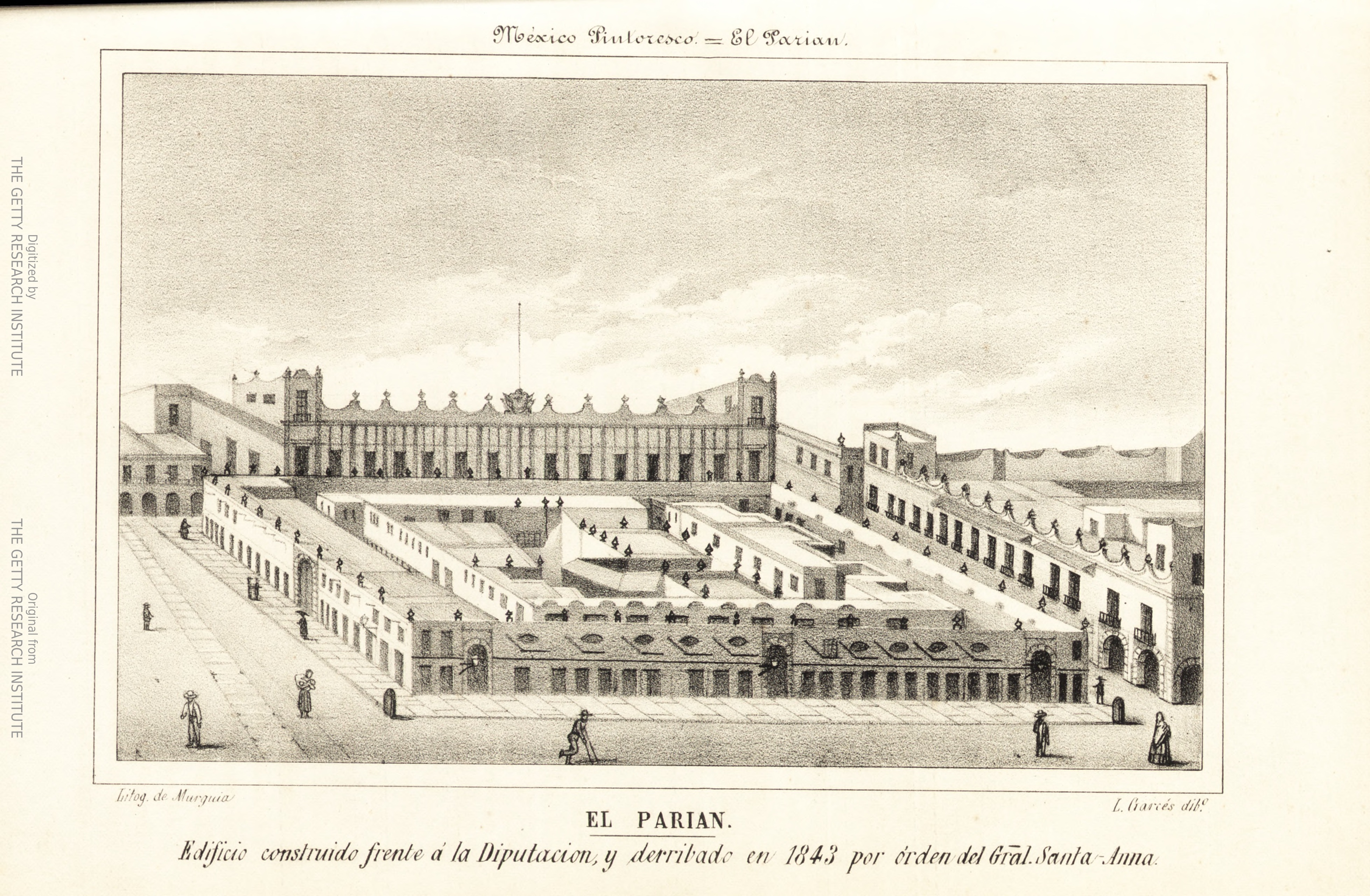
Kresba původní podobu Místodržitelského paláce v Ciudad de México z roku 1843, zachycující stavbu v původní podobě po přestavbě podle Boruhradského návrhu z roku 1695

Do přístavu Veracruz dorazil 15. září 1680 a následujícího 10. října přijel do Mexico City. Zůstal laickým jezuitským bratrem, což mu umožnilo zastávat různé funkce na místodržitelském dvoře. Navzdory skutečnosti, že byl poslán do Nového Španělska, aby vykonával evangelizační misie, mezi úkoly, které mu zde byly pro jeho rozsáhlé schopnosti svěřovány, byly především stavitelské a architektonické práce. Sám Castro s tím nebyl spokojen, neboť jej odváděly od jeho původní zamýšlené misijní činnosti v Novém Španělsku. Ve svých spisech si Castro poznamenal, že úkolů svěřených mu kvůli jeho schopnostem je mnoho, a jejich odmítání brání osobní zadání místokrálem. Záměrně se pak bránil kněžskému svěcení z obavy, aby jej s sebou místokrál neodvezl zpět do Španělska jako svého osobního zpovědníka.
V 80. letech 17. století se pak věnoval zcela pouze architektonickým pracím, jako například stavba jezuitského sakristie Colegio Máximo de San Pedro y San Pablo a dalších. Využíván byl rovněž pro své ekonomické znalosti. Po rozsáhlé vzpouře proti místokráli v roce 1692 utrpěl místodržitelský palác (pozdější Národní palác) a další budovy ve městě vážné škody v důsledku boji způsobeného vypuknuvšího požáru. Castro byl očitým svědkem těchto událostí a posléze byl pověřen provedením projektu nového paláce, na kterém je patrný vliv italského architekta Guarina Guariniho, dokončeného roku 1695. Podílel se také na architektonickém návrhu Starého semináře v Ciudad de México či na městských hydraulických protipovodňových projektech.

### Plavba na Mariany a úmrtí
V roce 1688 požádal o přesun na Marianské ostrovy k provádění řádné misijní činnosti, povolení získal v roce 1697. Nedlouho před jeho odjezdem na Marianách zahynul roku 1696 misionář Augustin Strobach, kterého zdejší domorodci umučili. Místokrál pak zemřel v březnu téhož roku. Na jaře tedy vyplul Castro z Mexika. Během cesty se však na lodi nakazil při epidemii moru a této nemoci na palubě lodi 6. dubna na Bílou neděli podlehl. Pohřben byl do Tichého oceánu.
Místodržitelský palác prošel pak počínaje rokem 1853 ještě několika přestavbami, které však nezměnily původní ráz, který mu Boruhradský/Castro vtiskl.